# Liang Jui-wei
Liang Jui-wei (chinesisch 梁睿緯, Pinyin Liáng Ruìwĕi; * 29. Mai 1990) ist ein taiwanischer Badmintonspieler.

## Karriere
Liang Jui-wei siegte bei den Bulgarian International 2011 im Herrendoppel mit Liao Kuan-hao ebenso wie bei den Singapur International 2012. Bei den Macau Open 2012 wurde er Neunter im Doppel, beim Korea Grand Prix Gold 2012 Dritter.